# Punicalagine
Les punicalagines sont des tanins hydrolysables de masse molaire 1 084 g·mol-1 formées par les isomères de 2,3-(S)-hexahydroxydiphenoyl-4,6-(S,S)-gallagyl-D-glucose.

Ce sont des ellagitanins complexes formés d'un glucose lié à l'acide ellagique et à l'acide gallagique.
On les trouve dans la peau de grenade et les jus de grenade commerciaux, obtenus par pressage des fruits entiers. Elles sont aussi présentes dans les feuilles d'un arbre tropical, le badamier (Terminalia catappa), connu aux Antilles françaises sous le nom d'amandier-pays. Dans de nombreux pays,la décoction des feuilles est conseillée dans le traitement de l'hypertension artérielle. A Taiwan, la médecine populaire recommande le badamier dans la prévention des hépatomes et le traitement des hépatites.
Les punicalagines sont hydrosolubles et possèdent une bonne biodisponibilité. Seulement 3 à 6 % des punicalines ingérées par les rats se retrouvent sous forme de métabolites identifiables dans les fèces et l'urine.
Elles s'hydrolysent en acide ellagique in vivo,. Elles n'ont pas manifestées de toxicité après l'administration orale à fortes doses pendant 37 jours à des rats.
Les punicalagines ont une activité anti-oxydante et antigénotoxique. Elles manifestent un effet antiprolifératif sur des cultures de cellules NIH3T3 transformées par l'oncogène H-ras.